# EV Lacertae
EV Lacertae (EV Lac / GJ 873 / HIP 112460 / LHS 3853) es una estrella que se encuentra a 16,5 años luz del sistema solar, en la constelación de Lacerta (Lagarto). Sus vecinos más próximos son los sistemas estelares Kruger 60, a 4,9 años luz, y Groombridge 34, a 6,2 años luz.
EV Lacertae es una enana roja de tipo espectral M3.5e cuya temperatura efectiva es de 3410 K.
Su luminosidad corresponde al 0,17 % de la del Sol y su masa al 33 % de la masa solar.
Su radio es de 0,31 radios solares y rota rápidamente —para ser una enana roja—, siendo su período de rotación de 4,4 días.
Tiene un fuerte flujo magnético superficial de 3900 G.
Es una estrella fulgurante, un tipo de estrella variable que despide llamaradas que ocasionan aumentos impredecibles en su brillo, siendo la estrella UV Ceti el ejemplo mejor conocido. Cuando está inactiva, la magnitud aparente de EV Lacertae es +10,30, pero esta puede aumentar hasta +6,70 durante las erupciones.
EV Lacertae es una de las estrellas fulgurantes más estudiadas, ya que también es una estrella muy activa. Sirva como ejemplo un estudio realizado durante nueve noches entre 1986 y 1987 en donde se observaron 50 llamaradas en dicho intervalo. Observaciones llevadas a cabo en 2001 pusieron de manifiesto que las llamaradas tienen lugar en todas las longitudes de onda estudiadas, desde ondas de radio hasta rayos X. Las llamaradas pueden explicarse considerando un gran volumen magnético, comparable al disco estelar, y que implica electrones atrapados, que decae en un intervalo de varias horas.

## Enorme llamarada

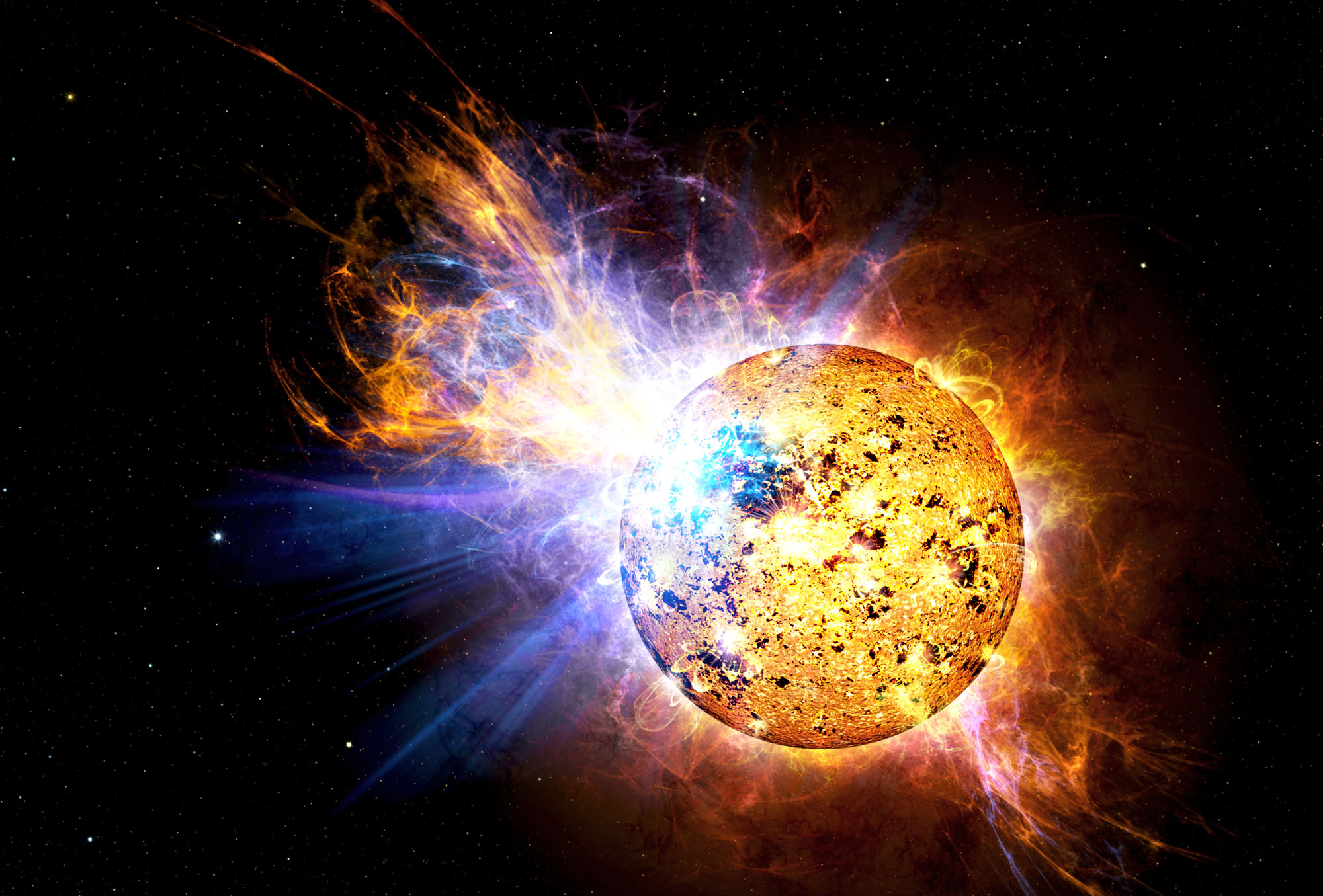
Impresión artística de la enorme llamarada de EV Lacertae.

El 25 de abril de 2008, astrónomos de la NASA detectaron a través del satélite Swift una enorme llamarada en EV Lacertae. Esta llamarada fue miles de veces más potente que la mayor observada hasta ahora en el Sol, conteniendo una energía millones de veces mayor que la de una bomba nuclear. Llamaradas como esta pueden arrasar la atmósfera de planetas donde hubiera vida, esterilizando su superficie.